# Échantillonneur

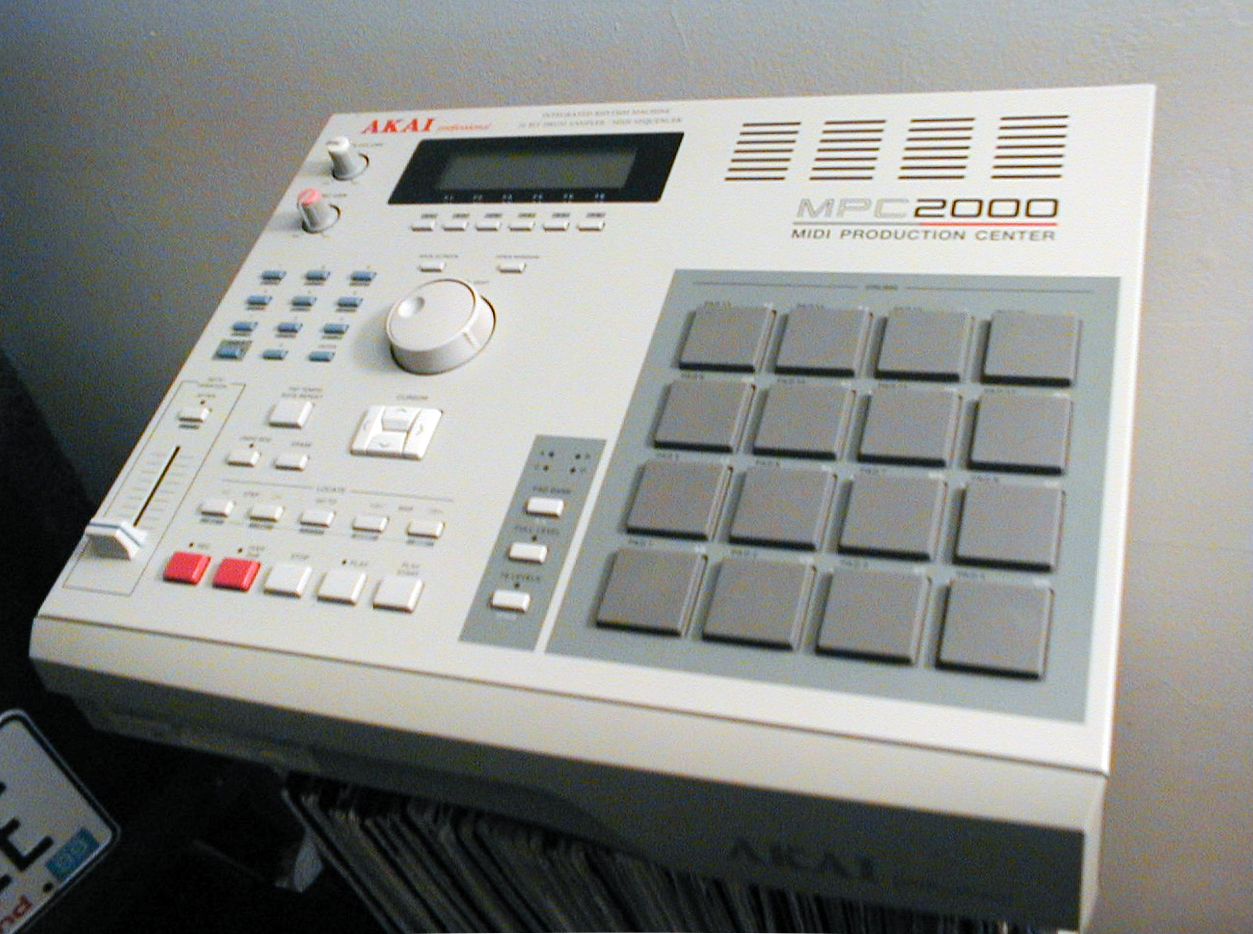
Un échantillonneur AKAI MPC2000

Un échantillonneur (ou sampler en anglais) est un instrument de musique électronique numérique capable d'enregistrer des échantillons sonores, puis de les reproduire, les modifier, les transformer, en leur appliquant des traitements ou non. Cet instrument peut permettre au musicien de créer son propre morceau à partir par exemple d'échantillons de percussions, d'ensembles, de groupes d'instruments ou d'orchestres. Il peut aussi servir comme plateforme de création musicale.

## Histoire
L’ancêtre de l’échantillonneur est le Mellotron qui, dans les années 1960, utilisait une bande magnétique par touche du clavier.
Le premier échantillonneur numérique est le Fairlight CMI, lancé en 1979.
L'échantillonneur, comme le séquenceur et la boîte à rythmes, a été utilisé dès les années 1980 par des groupes faisant appel aux instruments électroniques tels que Depeche Mode ou Kraftwerk.
Akai, E-mu, Ensoniq, Korg, Kurzweil, Roland ou encore Yamaha sont des marques qui proposent (ou ont proposé) des échantillonneurs. Toutefois, c'est Akai qui domina le marché à partir de 1985.
Depuis 2000, l'informatique musicale et les stations audionumériques se démocratisent. Les échantillonneurs matériels sont progressivement délaissés au profit de leurs équivalents virtuels.

## Caractéristiques

### Interface
Un échantillonneur peut être commandé à l'aide d'un clavier intégré ou par des commandes MIDI, le jeu d'une note déclenchant la lecture d'un échantillon.
Autrement, les échantillonneurs intégrant un séquenceur sont capables de jouer des séquences d'échantillons de manière autonome. Certains modèles (comme les Akai MPC) permettent de programmer une partie rythmique, avec ligne de basse et mélodies. Ainsi, de nombreux groupes de hip-hop ont utilisé un échantillonneur pour produire leurs accompagnements.

### Sonorité
La sonorité d'un échantillonneur dépend avant tout du choix des échantillons. Cependant, certains échantillonneurs sont appréciés pour leurs caractères propres ou pour la qualité et le grain de leurs convertisseurs : encodage (8 bits, 12 bits, 16 bits ou 24 bits), la fréquence d'échantillonnage (44,1 kHz, par exemple), etc.

### Fonctionnalités
L'échantillonneur permet d'enregistrer numériquement des fragments de son (échantillons) de durée plus ou moins longue (suivant les capacités de mémoire de l'appareil), de les assembler, de les manipuler et les transformer ou non (découpage, collage, transposition, inversion, etc.).
L'une des particularités de l'échantillonneur est de pouvoir facilement (typiquement avec un clavier musical) transposer et jouer en temps réel à différentes hauteurs un simple échantillon et donc de l'utiliser comme instrument, contrairement à un fichier d'enregistrement sur disque dur (voir les formats audio ogg, aiff, wav, mp3, etc.) qui pour des changements de hauteur nécessitera l'application de méthodes comme le time-stretch ou le pitch-shift. Pour la finalisation du son dans l'échantillonneur, l'échantillon de base (brut ou déjà modifié par découpage, collage, inversion, etc.) passe ensuite par une chaîne de signal « classique » plus ou moins élaborée telle qu'on en retrouve dans d'autres instruments électroniques et donc suivre les mêmes traitements qu'une forme d'onde carrée ou en dents de scie d'un oscillateur sur un synthétiseur : filtrage, modulations (voir LFO), enveloppes, amplification et éventuels effets en sortie.
L'échantillonneur permet aussi bien de restituer aussi fidèlement que possible les sons échantillonnés (par exemple, un son de flûte qui pourra être rejoué comme un son de flûte) que de produire des sonorités nouvelles dont le rendu pourra être très éloigné de l'échantillon brut d'origine. Cela fait de l'échantillonneur un instrument créatif en termes de son au même titre qu'un synthétiseur. D'ailleurs certains échantillonneurs sont également des synthétiseurs à part entière (Korg DSS-1 par exemple).

## Exemples d'échantillonneurs

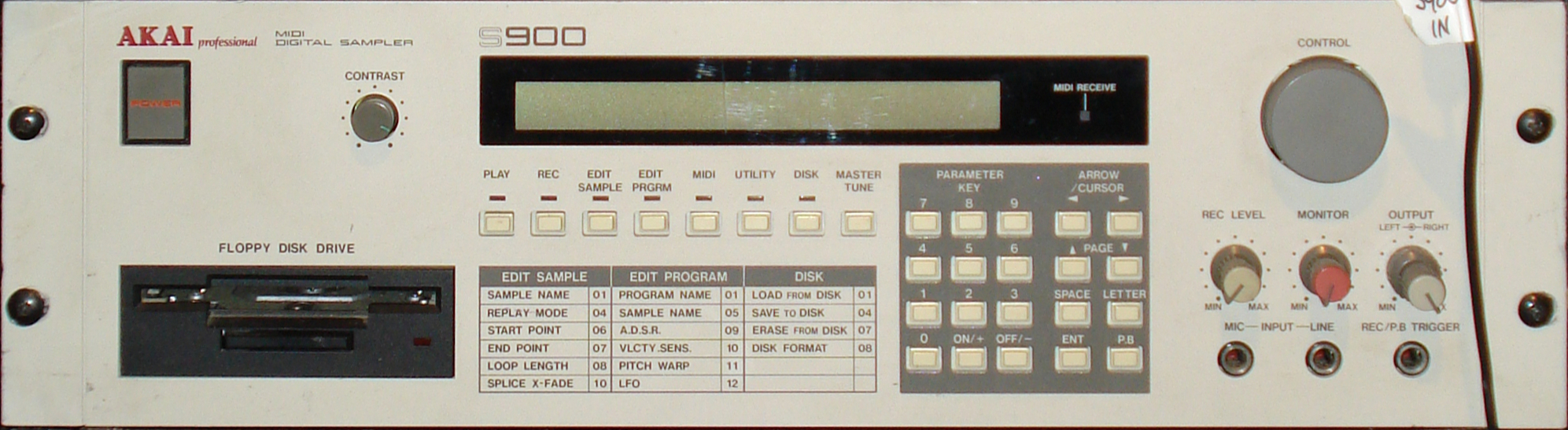
Akai S900

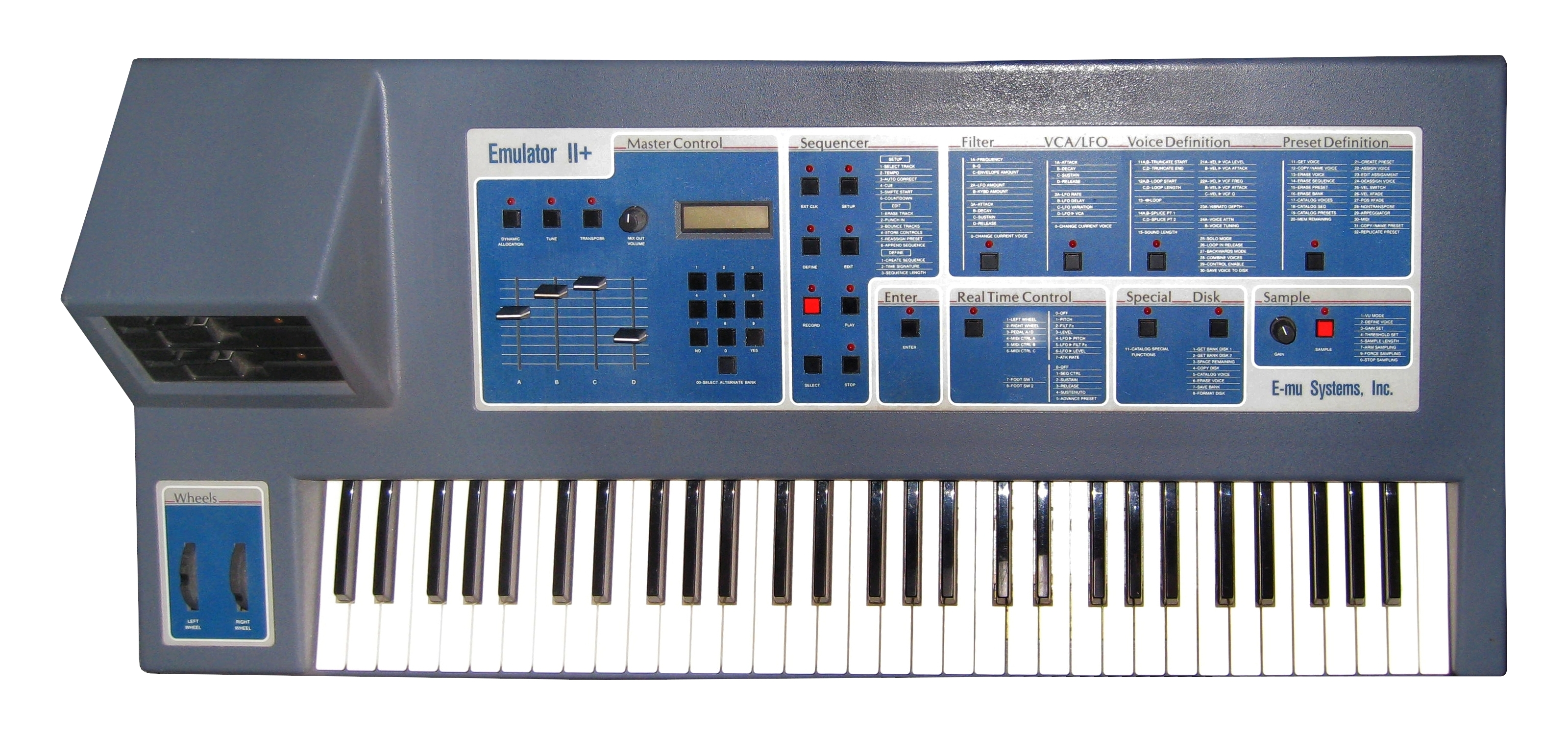
E-mu Emulator II+

### Matériels (Hardware)
- Akai S612, S700, X7000, S900, S950, S1000, S1000PB, S1000HD, S1000KB, S01, S20, S2000, S2800, S3000, S3000XL, S3200, S4000, S5000, S6000, Z4, Z8, MPC 60, MPC 60 II, MPC 1000, MPC 2000, MPC 2000XL, MPC 2500, MPC 3000, MPC 5000
- Casio FZ-1 (en)
- E-mu Emulator (1981), Emulator II (1984), Emulator III, Emulator III XP, Emulator XS, Emulator IV e64, Emulator IVX, ESI-32, ESI-2000, ESI-4000, Emax, Emax II, SP 12, SP-1200
- Ensoniq Mirage (1985), EPS (1988), ASR-10 (1992), TS 10 (1993)
- Fairlight CMI I (1979), CMI II (1980), CMI IIx (1983), CMI III (1985)
- Hohner HS-1 (version allemande du Casio FZ-1)
- Korg DSS-1 (1986)
- Kurzweil K2000, K2500, K2600
- Roland S-10 (1986), S-220 (1987), S-330, S-550 (1987), S-760, S-750 (1991), S-770 (1989), SP-404, VP-9000, MV 8000, MV 8800
- Yamaha TX16W (1987), A-3000, A-4000, A-5000
- Elektron Octatrack

### Virtuels (Software)
- Kontakt de Native Instruments
- Halion de Steinberg
- Emulator X de E-mu
- Specimen
- LinuxSampler
- Guru
- MachFive de MOTU
- NN19/ NN-XT /Dr.Rex/Redrum/Kong Drum/Mimic Creative Sampler - Reason de Propellerhead's
- UVI Workstation de UVI
- Harmony Assistant